# Parafia Dobrego Pasterza w Olkuszu
Parafia Dobrego Pasterza w Olkuszu – rzymskokatolicka parafia, położona w dekanacie olkuskim, diecezji sosnowieckiej, metropolii częstochowskiej w Polsce. 
Erygowana w 1990 roku przez bp. Stanisława Szymeckiego. Kościół parafialny Dobrego Pasterza został konsekrowany w 2008 roku.

## Proboszczowie
- ks. Henryk Januchta (1990–2015)[2]
- ks. Grzegorz Gołuszka (od 2015)[2]